# Иваньково (Дедовичский район)
Иваньково — деревня в Дедовичском районе Псковской области.

## Географическое положение
Деревня расположена на западном берегу Иваньковского озера, в 15 км к западу от районного центра — посёлка Дедовичи, в 11 км к северо-западу от центра сельского поселения — села Пожеревицы. Рядом находятся деревни Облучье и Серьгово.

## Население
Численность населения деревни по оценке на 2000 год составляла 20 жителей/

## История
До 2005 года деревня входила в состав Горушинской волости, упразднённой затем в пользу Дубровской волости. В 2005—2010 годах деревня входила в состав Дубровской волости, упразднённой 3 июня 2010 года в пользу Пожеревицкой волости.